# 訃報 1976年7月
訃報 1976年7月（ふほう 1976ねん7がつ）では、1976年（昭和51年）7月中に物故した、又は物故が報じられた人物についてまとめる。

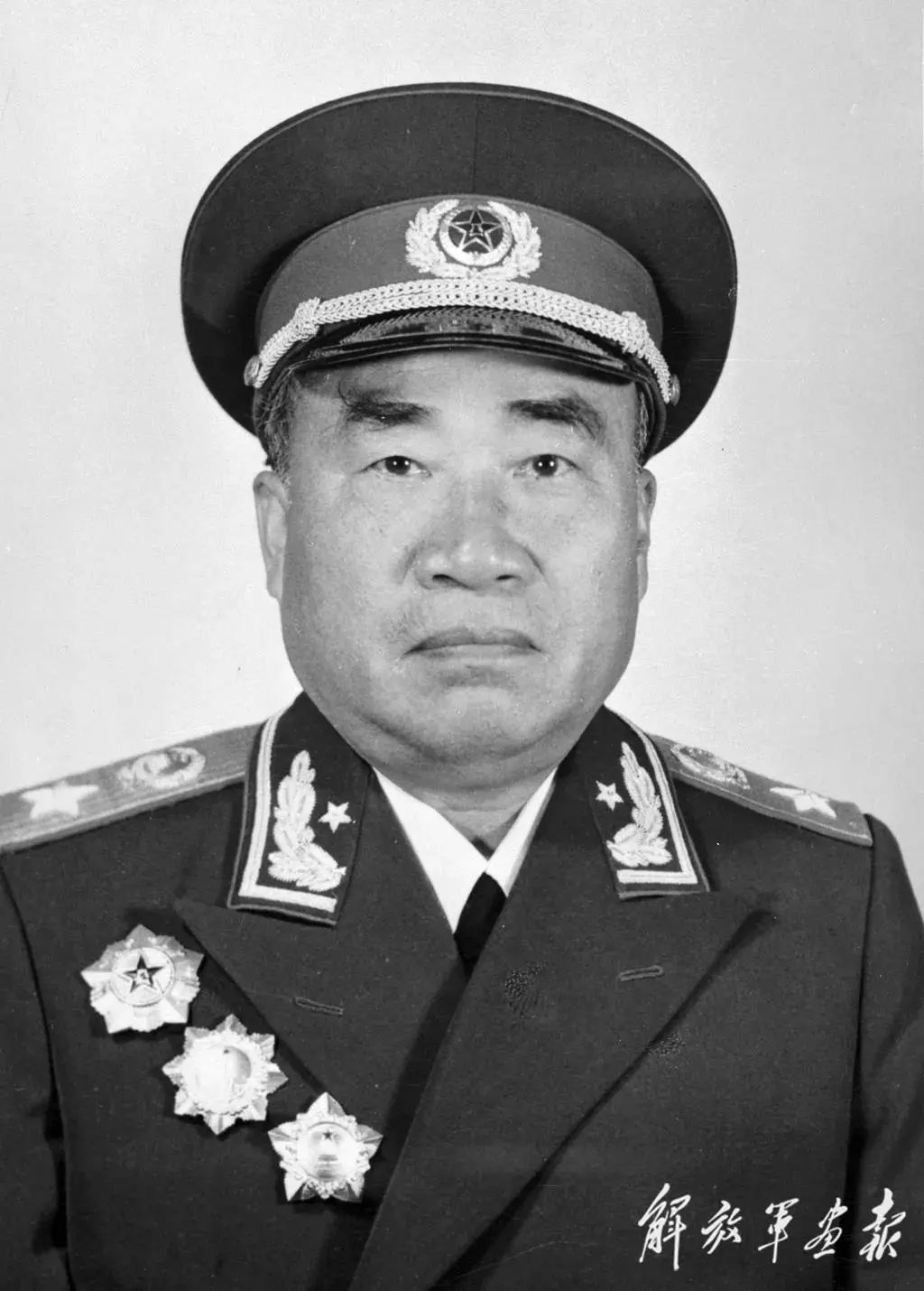
朱徳 / 7月6日没

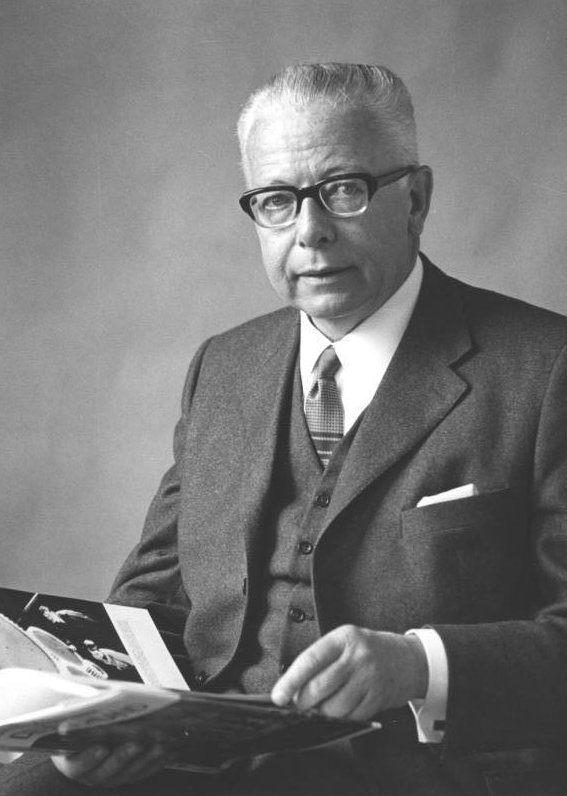
グスタフ・ハイネマン / 7月7日没

## （1日 - 15日）
- 7月4日 - ヨナタン・ネタニヤフ、イスラエル軍人（*1946年）
- 7月4日 - 沢田節蔵、外交官（* 1884年）
- 7月5日 - アンナ・ヒュブラー、フィギュアスケート選手（* 1885年）
- 7月5日 - 鉄川与助、大工棟梁・建築家（* 1879年）
- 7月5日 - 石原謙、キリスト教史学者（* 1882年）
- 7月6日 - 朱徳、中華人民共和国元帥（* 1886年）
- 7月6日 - 菅野和太郎、政治家・経済学者（* 1895年）
- 7月7日 - グスタフ・ハイネマン、西ドイツ大統領（* 1899年）
- 7月9日 - トム・ヨーキー、メジャーリーグ球団オーナー（* 1903年）
- 7月13日 - ヨアヒム・パイパー、ナチス・ドイツ武装親衛隊の大佐（* 1915年）
- 7月13日 - 鳥居清忠 (5代目)、浮世絵師・日本画家（* 1900年）
- 7月14日 - 久米愛、女性弁護士（* 1911年）
- 7月15日 - ポール・ギャリコ、小説家（* 1897年）
- 7月15日 - 山口源、版画家（* 1896年）

## （16日 - 31日）
- 7月16日 - 大竹作摩、政治家（* 1895年）
- 7月16日 - 山下登、元プロ野球選手（* 1934年）
- 7月18日 - 舘脇操、植物学者（* 1899年）
- 7月19日 - アイヴァン・モリス、翻訳家・文学研究者（* 1925年）
- 7月20日 - 首藤新八、実業家・政治家（* 1892年）
- 7月21日 - アール・コームス、メジャーリーガー（* 1899年）
- 7月24日 - 河盛安之介、政治家・実業家（* 1886年）
- 7月25日 - 水川八重子、女優（* 1918年）
- 7月26日 - 吉田セイ、政治家・衆議院議員（* 1909年）
- 7月29日 - 加藤哲太郎、陸軍中尉・英語塾経営者（* 1917年）
- 7月29日 - 三遊亭銀馬、落語家（* 1902年）
- 7月30日 - ルドルフ・カール・ブルトマン、聖書学者（* 1884年）
- 7月30日 - 衣笠十四三、映画監督（* 1900年）
- 7月30日 - 唐島基智三、政治評論家・ジャーナリスト（* 1906年）